# Pedrinho (Fußballspieler, 1998)
Pedrinho, bürgerlich Pedro Victor Delmino da Silva (* 13. April 1998 in Maceió), ist ein brasilianischer Fußballspieler. Der Flügelspieler ist seit Juni 2019 brasilianischer U23-Nationalspieler.

## Karriere

### Verein
Pedrinho wechselte 2013 in die Jugend vom EC Vitória zum SC Corinthians. Mit den Junioren gewann er diverse Pokalbewerbe, bevor er zur Série A 2017 in die erste Mannschaft befördert wurde. Sein Pflichtspieldebüt bestritt er am 19. März, als er bei der 0:1-Auswärtsniederlage gegen Associação Ferroviária de Esportes in der zweiten Halbzeit eingewechselt wurde. Mit seiner Mannschaft gewann er in dieser Saison sowohl die Staatsmeisterschaft von São Paulo, als auch die brasilianische Meisterschaft. War er dort noch hauptsächlich Ergänzungsspieler, drang er in der Série A 2018 in die Startformation der Timão vor und bestritt 35 Ligaeinsätze. Man verteidigte erfolgreich die Staatsmeisterschaft, in der Liga reichte es jedoch nur zum 13. Tabellenplatz. 2019 gewann man zum dritten Mal in Folge die Staatsmeisterschaft. Am 1. Spieltag der Saison 2018 erzielte er, bei der 2:3-Auswärtsniederlage gegen den EC Bahia, seinen ersten Ligatreffer. In dieser Spielzeit kam er in 28 Ligaspielen zu fünf Toren. Aufgrund der COVID-19-Pandemie absolvierte er in der Saison 2020 bis Juli nur vier Pflichtspiele.
Bereits am 11. März 2020 wurde der Wechsel Pedrinhos zu Benfica Lissabon bekanntgegeben. Der portugiesischen Erstligist bezahlte für seine Dienste eine Ablösesumme in Höhe von 20 Millionen Euro und stattete ihn mit einem Fünfjahresvertrag aus, den er zum 1. Juli 2020 antrat. In den Deal wurde auch der kolumbianische Flügelspieler Yony González integriert, welcher im Gegenzug auf Leihbasis mit Kaufoption zu den Corinthians wechselte.
Bereits ein Jahr später schloss sich Pedrinho im Juli 2021 Schachtar Donezk an.

### Nationalmannschaft
Im Juni 2019 spielte Pedrinho erstmals für die brasilianische U23-Nationalmannschaft und nahm mit der Auswahl im Januar 2020 am Qualifikationsturnier für die Olympischen Sommerspiele 2020 in Tokio teil. Dort kam er in fünf Spielen zum Einsatz, in denen ihm ein Tor und zwei Vorlagen gelangen und er qualifizierte sich mit der U23 erfolgreich für die Endrunde.

## Erfolge
Corinthians
- Campeonato Brasileiro de Futebol: 2017
- Staatsmeisterschaft von São Paulo: 2017, 2018, 2019

Atlético Mineiro
- Staatsmeisterschaft von Minas Gerais: 2023, 2024

U-22 Nationalmannschaft
- Turnier von Toulon: 2019